# فک خزپوش شمالی
فک خزپوش شمالی (نام علمی: Callorhinus ursinus) نام یک گونه از تیره فک گوش‌دار است.